# Кантемировская улица (Москва)
Кантеми́ровская у́лица — улица в районах Москворечье-Сабурово, Царицыно и Чертаново Северное Южного административного округа города Москвы. Проходит от Каспийской улицы до Варшавского шоссе, пересекает улицу Кошкина и Пролетарский проспект. Нумерация домов ведётся от Каспийской улицы. В перспективе, Кантемировская улица, будучи уже соединённой с Балаклавским проспектом, станет частью Южной рокады.

## История и происхождение названия
Кантемировская улица появилась в 1965 году; название дано в честь гвардейской Кантемировской танковой дивизии. Последняя же получила наименование Кантемировской в 1946 году по селу Кантемировка, в освобождении которого от германских войск это танковое соединение принимало участие в декабре 1942 года.
Происхождение названия связывают с Дмитрием Кантемиром, получившим в 1712 г. усадьбу в этих местах по именному указу Петра I.

## Особенности
Если посмотреть на карту, то можно увидеть две параллельные друг другу Кантемировские улицы. Одна проходит от 1-го Котляковского переулка до Кавказского бульвара и находится на территории района Царицыно, а другая идёт от Варшавского шоссе до Каспийской улицы и разделяет районы Москворечье-Сабурово и Царицыно, при этом западный конец улицы находится в районе Чертаново Северное. Из-за этого порой возникает путаница у приезжих людей. Местные жители называют улицы старая и новая Кантемировские. 
До начала 1990-х южная трасса была сквозной. Северная трасса проложена в 1980-х.
В начале 1990-х южная трасса в одном квартале стала дворовым проездом, в другом квартале засыпана, а тротуар от неё остался.

## Примечательные здания и сооружения[4]

### по нечётной стороне
- Дом 1А — средняя общеобразовательная школа № 982 (корпус 2) им. маршала бронетанковых войск П.П. Полубоярова.
- Дом 3, корпус 5, стр. 2 — дополнительный офис Сбербанка № 9038/01577 (с банкоматом, физ. и  юр. лица).
- Дом 5, корпус 4 — дом, в котором несколько лет жил певец Юрий Шатунов, у подъезда разбит цветник и установлен информационный стенд[5].
- Дом 9 — Центр московского долголетия (ранее — Царицынский ЗАГС).
- Дом 27, корпус 2 — детский сад № 597 (с ясельной группой).
- Дом 29, корпус 1 — Управление социальной защиты населения районов Царицыно и Москворечье-Сабурово (СОБЕС).
- Дом 33, корпус 2 — ОДС № 365 ЮАО района Царицыно.
- Дом 37, корпус 2 — детский сад № 529 (комбинированного вида, с ясельными и логопедическими группами).
- Дом 39 — отдел центра жилищных субсидий района Царицыно № 72
- Дом 47 — дополнительный офис Сбербанка № 9038/01097 (с банкоматом, физ. лица).
- Дом 53, корпус 1 — ДЕЗ ЮАО района Царицыно

### по чётной стороне
- Дом 4, корпус 1 — ОДС № 609 ЮАО района Москворечье-Сабурово.
- Дом 6, корпус 3 — детский сад № 922 (Центр развития ребёнка, с ясельной группой).
- Дом 12, корпус 1 — отдел центра жилищных субсидий района Москворечье-Сабурово № 23.
- Дом 16, корпус 4 — детский сад № 1823 (физкультурно-оздоровительный).
- Дом 18, корпус 4 — ОДС № 607, № 608 ЮАО района Москворечье-Сабурово.
- Дом 20, корпус 3 — детский сад № 1787 (Центр развития ребёнка).
- Дом 20, корпус 5 — дополнительный офис Сбербанка № 9038/0874 (с банкоматом, физ. лица).
- Дом 20, корпус 6 — детский сад № 577 (Центр развития ребёнка, физкультурно-оздоровительный, с ясельной группой
- Дом 22, корпуса 4, 5, 6 — Центр образования «Школа здоровья» № 2000.

## В перспективе

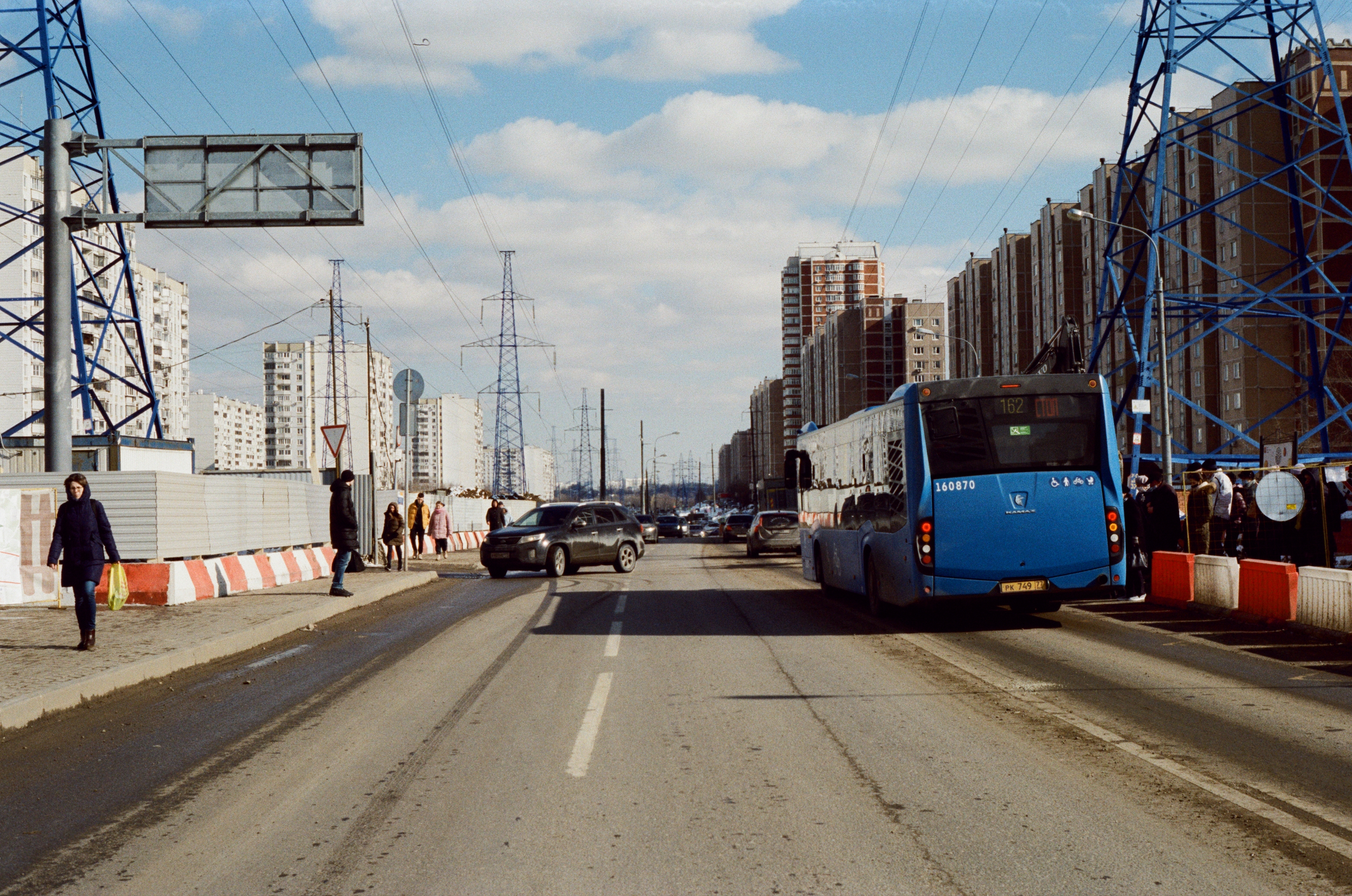
Улица среди заборов во время строительства участка Юго-Восточной хорды (2021)

По плану Кантемировская улица должна стать частью Южной рокады: Рублёвское шоссе — Аминьевское шоссе — улица Лобачевского — улица Обручева — Балаклавский проспект — Проектируемый проезд № 5159 — Кантемировская улица. Развитие магистрали соединит Кантемировскую улицу с Каширским и Варшавским шоссе. Дальше трасса направится в восточном направлении.
По мнению главного архитектора, эта дорога позволила бы значительно сократить путь жителям города.
- Открытие продления в виде Проектируемого проезда № 5159  произошло 12 декабря 2019 года[7]: тем самым, Южная рокада подошла вплотную (через перекрёсток с Пролетарским проспектом) к Кантемировской улице. Которая также будет реконструирована до 6 полос.

## Галерея

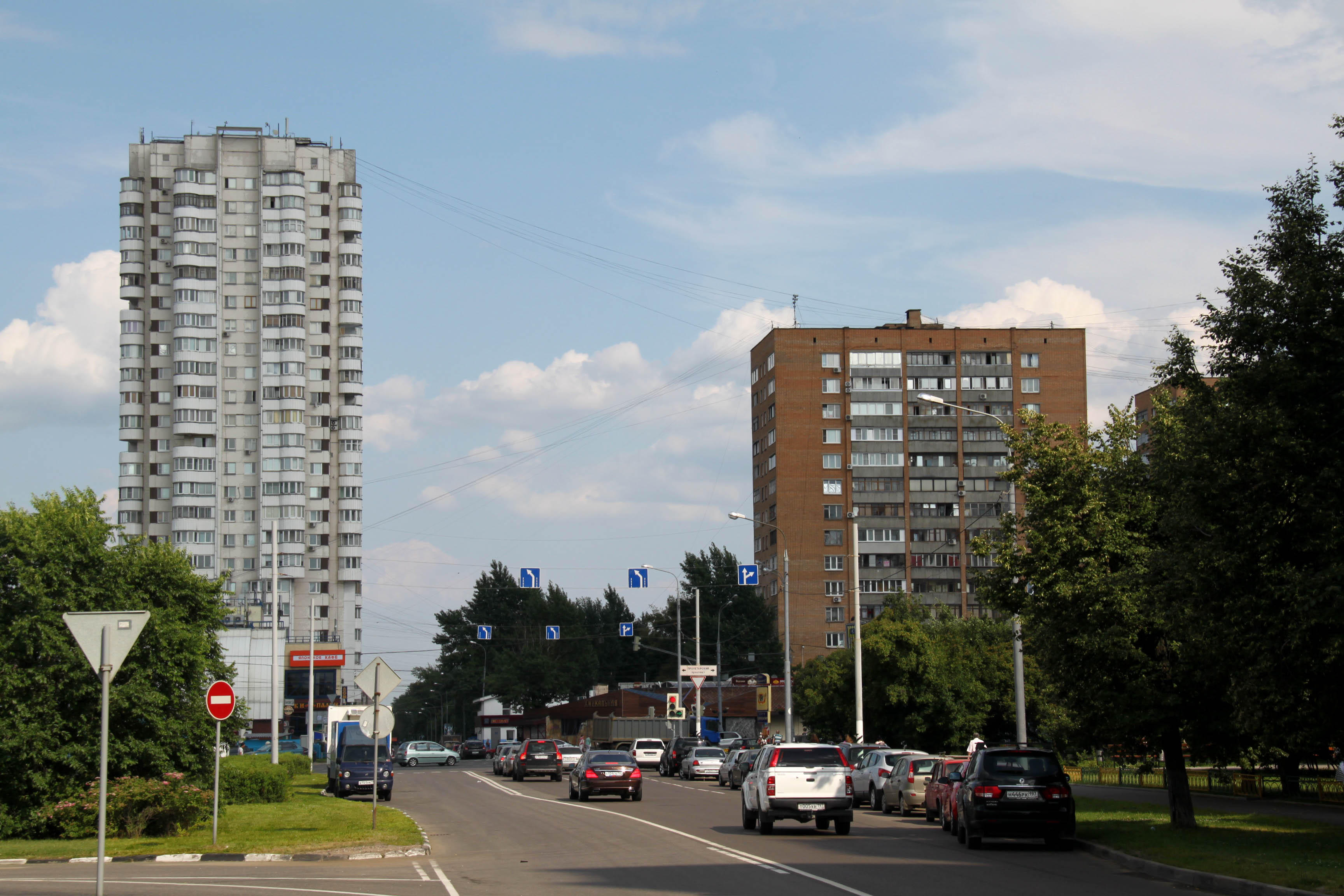
Пересечение Кантемировской (старой) улицы с Пролетарским проспектом
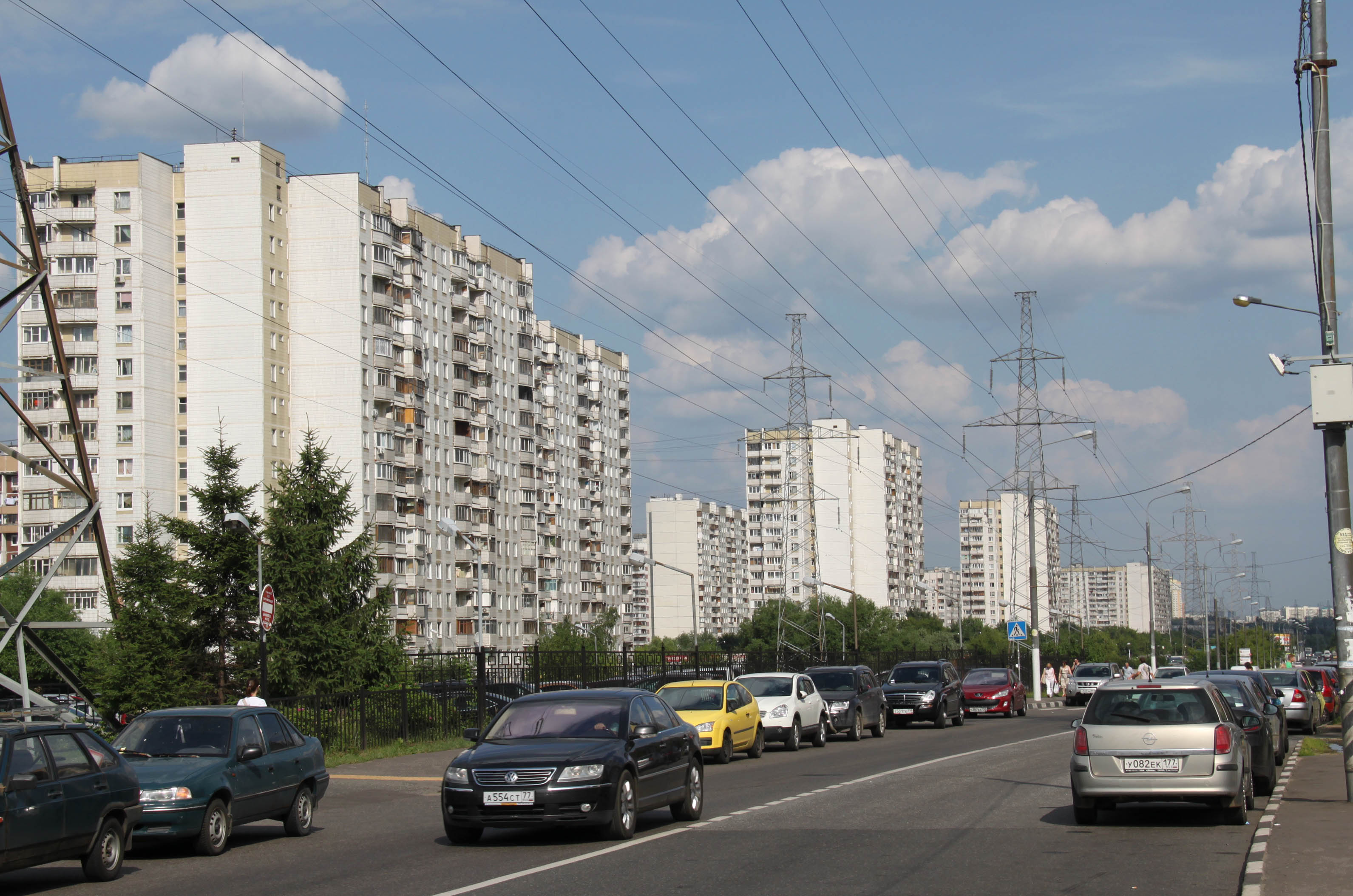
Кантемировская (новая) улица от Пролетарского проспекта
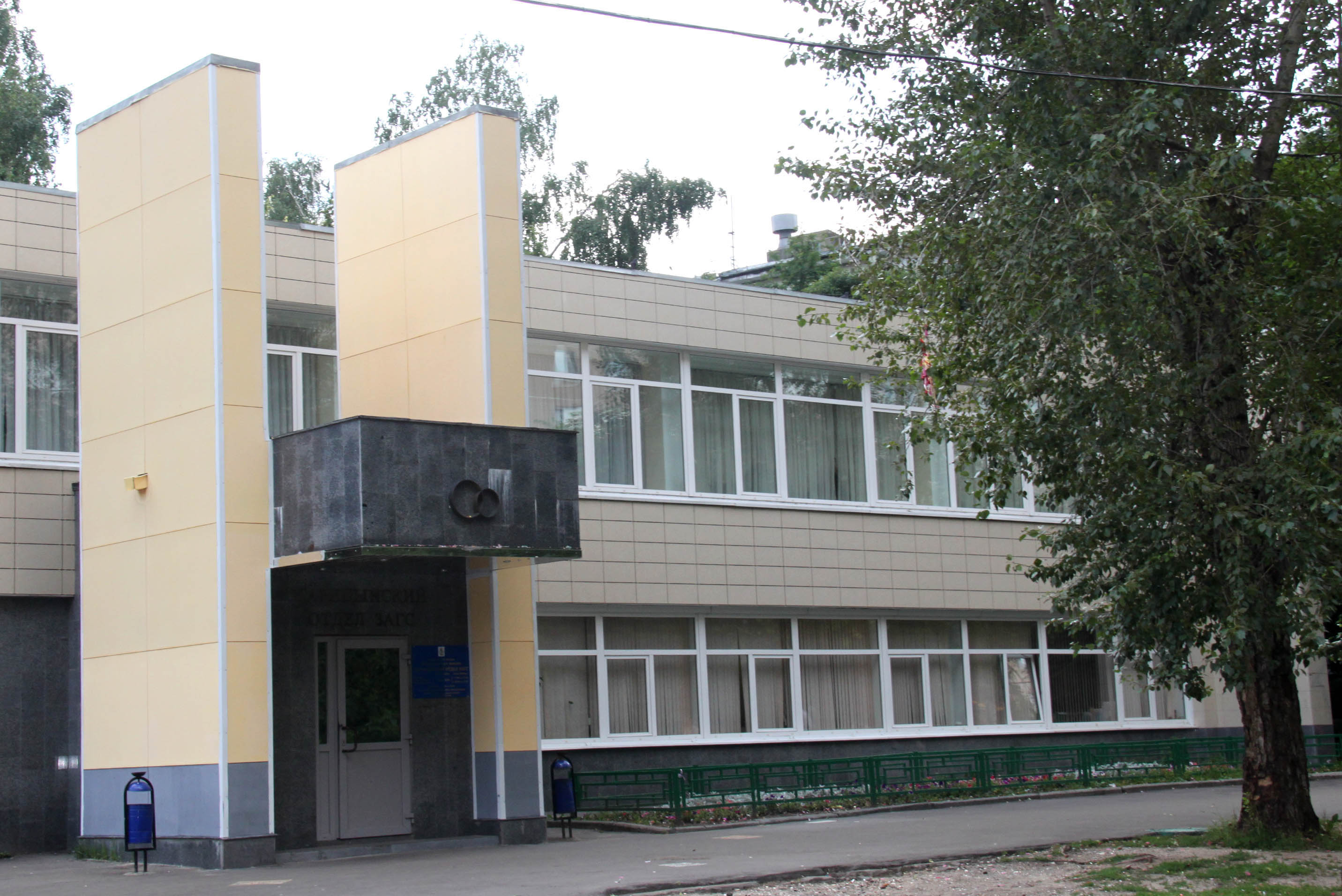
Царицынский отдел ЗАГС (ныне Центр московского долголетия) на Кантемировской улице
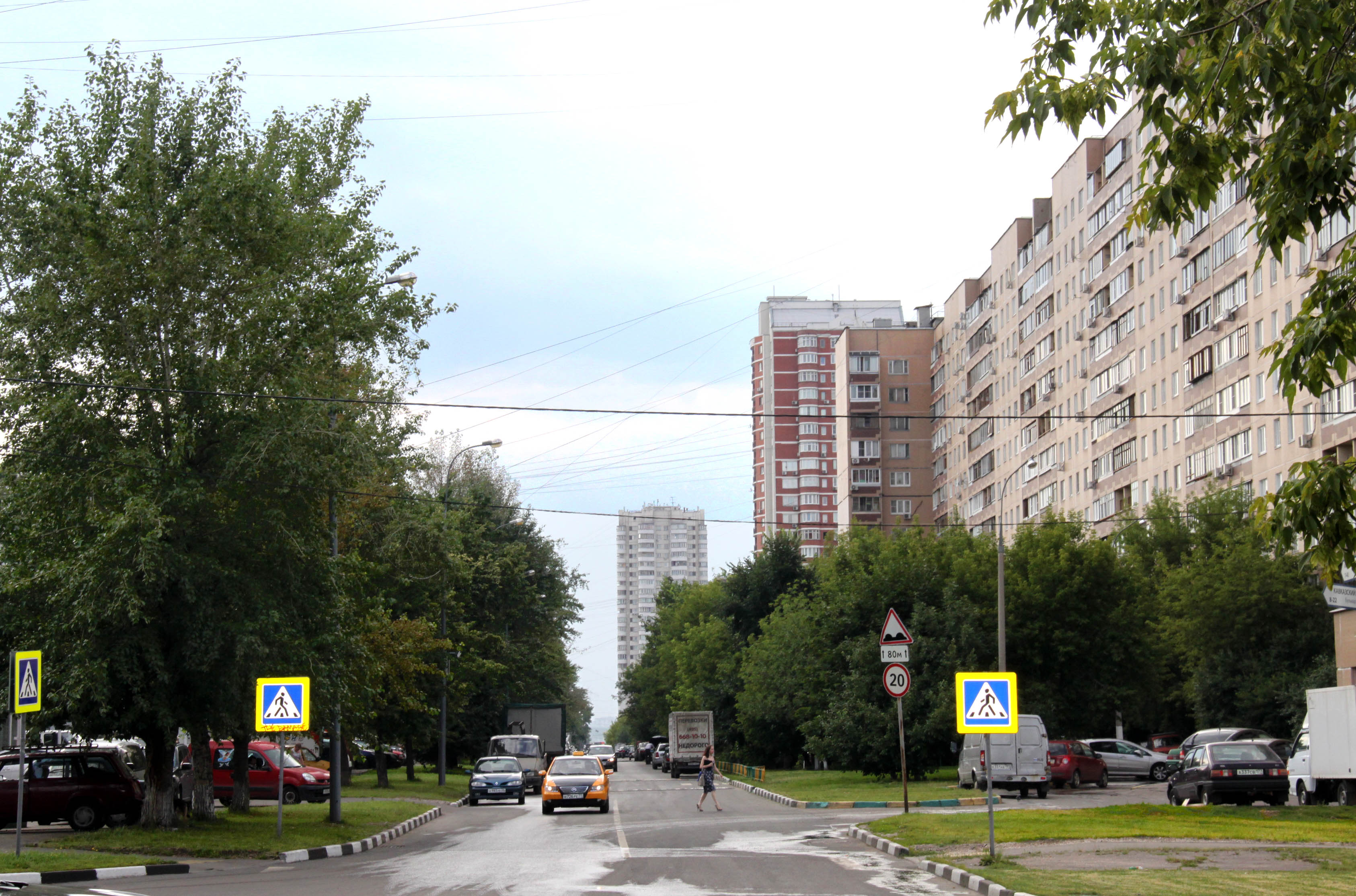
Кантемировская (старая) улица от Кавказского бульвара
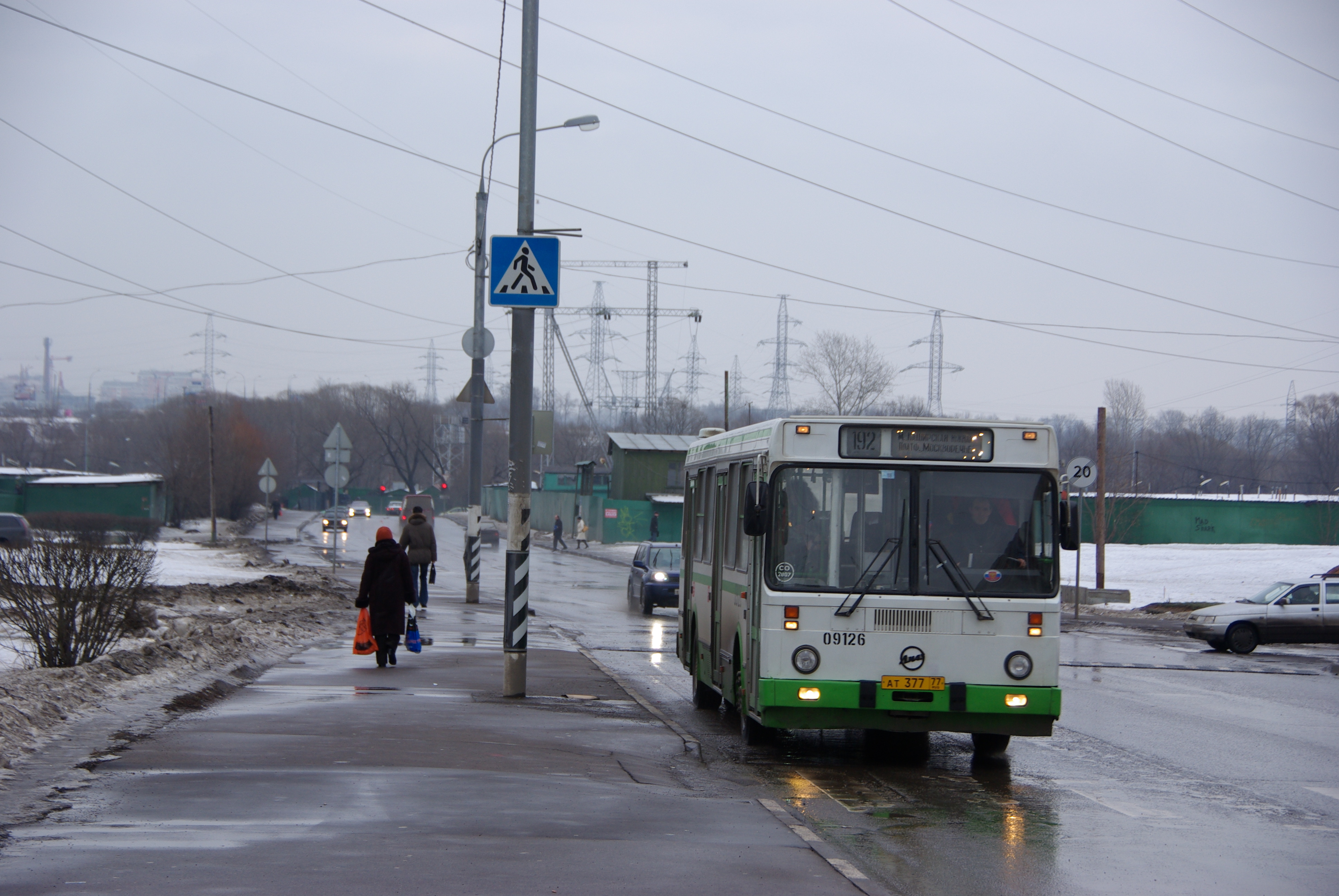
Восточный конец Кантемировской улицы с гаражами до строительства авторазвязки (2008)

## Транспорт

### Метро
- Станция метро «Кантемировская» Замоскворецкой линии —  на пересечении с Пролетарским проспектом.

### Автобус
| м84:  | Калужская • Чертановская • Кантемировская • Москворечье • Сабурово                    |
| с823: | Каширская • Кантемировская • Царицыно • Москворечье • 6-й микрорайон Орехово-Борисова |
| с850: | Каширская • Кантемировская • Ереванская улица                                         |
| с891: | Станция Бирюлёво-Товарная • Кантемировская • Каширская                                |

«→» — остановки проходятся только при движении в прямом направлении; «←» — остановки проходятся только при движении в обратном направлении.